# More (Kurzfilm)
More ist ein US-amerikanischer animierter Kurzfilm von Mark Osborne aus dem Jahr 1998.

## Handlung
Ein Mann lebt allein in einer grauen, tristen Welt. Tagsüber arbeitet er als Ingenieur am Fließband und setzt unter den Augen des strikten Chefs kleine Get Happy-Maschinen zusammen, die den tristen Alltag der Menschen fröhlicher machen sollen, abends tüftelt er an einer Erfindung. Sein Antrieb ist die in warme Farben getauchte Erinnerung an die unbeschwerte Kindheit, in der er mit anderen Kindern Karussell gefahren ist. Die Erinnerung lebt und brennt in ihm und der warme Lichtstrahl dringt aus seinem Körper nach außen, wenn er eine Klappe an seinem Bauch öffnet. Die Finger fangen die Farbe für kurze Zeit auf, wenn er sie in den Lichtstrahl hält und so hat er eine Idee. Er hat eine Brille entwickelt, die er mit der Farbe des Strahl benetzt. Als er die Brille aufsetzt, färbt sich die Welt um ihn herum in den schönsten Farben.
Die Brille wird bald in Massenproduktion gefertigt und der Mann steigt selbst zum Chef auf, der seine Mitarbeiter genauso tyrannisch behandelt, wie er früher behandelt wurde. Stets trägt er seine eigene Brille. Eines Tages sitzt er in seinem Büro und nimmt die Brille ab. Er öffnet die Bauchklappe und das Licht ist verloschen. Die Szene der im Karussell fahrenden Kinder ist nun genauso trist wie sein Leben vorher.

## Produktion
More entstand innerhalb von neun Monaten in Knetanimation in Stop Motion. Der Film wurde im Großleinwandverfahren IMAX aufgenommen und war der erste Stop-Motion-Film in IMAX. Parallel dazu entstand eine 35-mm-Version für Filmfestivals. More wurde erstmals 1998 in IMAX gezeigt und erlebte im Januar 1999 auf dem Sundance Film Festival seine Festivalpremiere.
Der Titel, mit dem die Handlung untermalt wird, ist Elegia von New Order.

## Auszeichnungen
Auf dem Sundance Film Festival gewann More 1999 den Short Filmmaking Award. Auf dem USA Film Festival erhielt Osborne den Grand Prize; der Film belegte zudem den ersten Platz in der Kategorie „Animation“.
More wurde 1999 für einen Oscar in der Kategorie „Bester animierter Kurzfilm“ nominiert, konnte sich jedoch nicht gegen Bunny durchsetzen. Zudem war der Film 1999 für einen Annie Award nominiert.